# Gottfried Wentz
Gottfried Friedrich Albert Wentz (* 24. März 1894 in Lüchow (Wendland); † 8. September 1945 in Berlin) war ein deutscher Archivar und Historiker.

## Leben und Wirken
Gottfried Wentz wuchs als Sohn eines Leinenfabrikanten in Wustrow (Wendland) auf und besuchte das Gymnasium Johanneum Lüneburg. Seit dem 1. April 1913 studierte er an der Universität Tübingen drei Semester lang Geschichte und deutsche Philologie. Während seines Studiums wurde er 1913 Mitglied der Tübinger Burschenschaft Derendingia. Bei Ausbruch des Ersten Weltkrieges trat er als Kriegsfreiwilliger in das Lüneburger Dragonerregiment Nr. 16 ein, war später im Infanterieregiment Nr. 167 und wurde, im Krieg mit dem Eisernen Kreuz II. und I. Klasse ausgezeichnet, am 12. Mai 1919 als Leutnant aus dem Militärdienst entlassen. Wentz setzte anschließend sein unterbrochenes Studium mit je zwei Semestern in Göttingen, Hamburg und Berlin fort. Im Dezember 1921 promovierte er bei Dietrich Schäfer mit der Arbeit Das Wirtschaftsleben des altmärkischen Klosters Diesdorf im ausgehenden Mittelalter.
Nachdem er auch noch das Staatsexamen für das höhere Lehramt in den Fächern Geschichte, Deutsch, Latein und Erdkunde abgelegt hatte, nahm er auf Vorschlag von Hermann Krabbo ab 1. Oktober 1922 die Arbeit am Preußischen Geheimen Staatsarchiv in Berlin auf. Paul Fridolin Kehr, Generaldirektor der preußischen Staatsarchive, wählte Gottfried Wentz zur Bearbeitung der Kirchenprovinz Magdeburg im Rahmen der Germania Sacra aus und ordnete ihn vom Sommer 1924 bis 1927 an das Preußische Historische Institut in Rom ab. Nach Rückkehr an das Geheime Staatsarchiv in Berlin wurde er zum 1. Januar 1928 zum Staatsarchivrat ernannt. 1929 erschien als erster Band (in der systematischen Ordnung allerdings Band 3) der I. Abteilung (Die Bistümer der Kirchenprovinz Magdeburg) der Germania Sacra, gemeinsam von Gustav Abb und Gottfried Wentz bearbeitet, Das Bistum Brandenburg (1. Teil). Seit 1927 arbeitete Wentz im Auftrag von Dietrich Schäfer für den Hansischen Geschichtsverein an der Fortführung der Hanserezesse. Die neubegründete 4. Reihe der Hanserezesse (ab 1535) bereicherte er um zwei Manuskriptbände, von denen jedoch nur der erste noch zu seinen Lebzeiten (1941) veröffentlicht wurde.
Vom 1. Oktober 1931 bis 1936 wurde Gottfried Wentz zur Materialsammlung für die (laut Planung) 4 Bände der Germania Sacra zum Erzstift Magdeburg und seiner Diözese an das Staatsarchiv Magdeburg versetzt. Wichtigstes Ergebnis dieser Zeit war 1933 der Band 2 (Das Bistum Havelberg) der I. Abteilung der Germania Sacra. Außerdem verfasste er u. a. kleinere Aufsätze zur urkundlichen Überlieferung des Augustiner-Chorherren-Stifts zum Heiligen Geist vor Salzwedel, zum mittelalterlichen Stadtrecht Salzwedels und für den Historischen Atlas der Provinz Brandenburg die Karte Der geistliche Grundbesitz in der Mark Brandenburg und angrenzenden Gebieten um das Jahr 1535. Nach dem Tod von Studienrat Fritz Bünger wurde Wentz an das Geheime Staatsarchiv nach Berlin rückversetzt, um den von Bünger bearbeiteten 2. Teil des Bandes 3 (Das Bistum Brandenburg) der I. Abteilung der Germania Sacra zu vollenden; dieses Werk konnte 1940 zum 80. Geburtstag von Paul Fridolin Kehr veröffentlicht werden. Der wesentlich von Wentz ausgearbeitete Band 1 (1. Teil: Das Domstift St. Moritz in Magdeburg, 2. Teil: Das Kollegiatstift St. Sebastian, St. Nicolai, St. Peter und Paul, St. Gangolf in Magdeburg) der I. Abteilung der Germania Sacra ist erst im Jahr 1972 von Berent Schwineköper herausgegeben worden.
Als Abteilungsleiter für die zentralen Bestände des Geheimen Staatsarchivs war er seit 1942 vor allem mit Verwaltungsangelegenheiten und Bergungsmaßnahmen befasst; zu den letzten wissenschaftlichen Aufgaben gehörten Rezensionen für die Rubrik Deutsche Landschaften der Historischen Zeitschrift und für das Deutsche Archiv für Geschichte des Mittelalters. Seine Mitgliedschaft (1925–1933) in der Salzwedeler Freimaurerloge Johannes zum Wohle der Menschheit (in der sein Vater Ernst Otto Wentz bis zur Auflösung letzter Meister vom Stuhl war) verhinderte in der NS-Zeit vermutlich weitere Karrierefortschritte in der preußischen Archivverwaltung wie auch 1936 die Ernennung zum Direktor des Staatsarchivs Bremen oder 1944 die Berufung auf einen Lehrstuhl der Universität Tübingen.
Im Februar 1945 wurde Wentz zum Volkssturm eingezogen, überlebte jedoch den Krieg und half dann bei der Rettung der Reste des Geheimen Staatsarchivs, bis ihm schließlich am 18. Juli 1945 in Nachfolge von Erich Randt und Georg Winter kommissarisch die Leitung des Geheimen Staatsarchivs übertragen wurde. In dieser Funktion blieb ihm jedoch kaum noch Zeit zum Wirken, da er am 8. September 1945 nach kurzem Krankenhausaufenthalt an der Ruhr starb.

## Werke (Auswahl)
- Das offene Land und die Hansestädte. Studien zur Wirtschaftsgeschichte des Klosters Diesdorf in der Altmark. In: Hansische Geschichtsblätter 28 (1923), S. 61–98.
- Gewerbe und Kloster. Zur Wirtschaftsgeschichte des Klosters Diesdorf. In: Forschungen zur Brandenburgischen und Preußischen Geschichte 36 (1924), S. 1–13.
- Niedersachsen in Rom. Aus den Konfraternitätsbüchern von Santa Maria dell' Anima und San Spirito in Sassia. In: Zeitschrift des Vereins für Kirchengeschichte der Provinz Sachsen 21 (1925), S. 1–12.
- Die Familie Krautt in Berlin und Magdeburg (Beamte und Offiziere des preußischen Ancien regime). In: Forschungen zur Brandenburgischen und Preußischen Geschichte 38 (1926), S. 1–29 (mit Stammtafel).
- Die Anfänge einer Geschichtsschreibung des Bistums Brandenburg. In: Forschungen zur Brandenburgischen und Preußischen Geschichte 39 (1927), S. 28–50.
- Philipp Wilhelm Gercken. In: Mitteldeutsche Lebensbilder, Band 3, Magdeburg 1928, S. 24–45.
- mit Gustav Abb (Bearb.): Das Bistum Brandenburg. Teil 1. (= Germania sacra. I. Abteilung: Die Bistümer der Kirchenprovinz Magdeburg. 3). Berlin und Leipzig 1929. (PDF)
- Die staatsrechtliche Stellung des Stifts Jerichow. In: Sachsen und Anhalt 5 (1929), S. 266–299.
- Samuel Lentz. In: Mitteldeutsche Lebensbilder, Band 4, Magdeburg 1929, S. 88–107.
- Gerhard Cornelis von Walrave. In: Mitteldeutsche Lebensbilder, Band 5, Magdeburg 1930, S. 63–85.
- Havelberg, Jerichow und Broda. Probleme der märkischen Kirchengeschichte und Beiträge zu ihrer Lösung In: Festschrift für Albert Brackmann, hrsg. von Leo Santifaller, Weimar 1931, S. 324–346.
- Regesten aus dem Vaticanischen Archiv zur Kirchengeschichte der Mark Brandenburg und angrenzender Gebiete im Bereich der Diözesen Brandenburg und Havelberg. Teil I: 1450-1499. In: Jahrbuch für brandenburgische Kirchengeschichte 26 (1931), S. 8–21.
- Das Prinzipat Jürgen Wullenwevers und die wendischen Städte. In: Hansische Geschichtsblätter 56 (1932), S. 83–111.
- Regesten aus dem Vaticanischen Archiv zur Kirchengeschichte der Mark Brandenburg und angrenzender Gebiete im Bereich der Diözesen Brandenburg und Havelberg. Teil II: 1501-1540. In: Jahrbuch für brandenburgische Kirchengeschichte 27 (1932), S. 3–23.
- Die Quellen zur Ortsgeschichte der Altmark im Preußischen Geheimen Staatsarchiv in Berlin-Dahlem. In: Alte Mark 4 (1932), S. 1–18.
- Urkundliche Beiträge zur Geschichte des Augustinerchorherrenstifts zum Heiligen Geist vor Salzwedel. In: Zeitschrift des Vereins für Kirchengeschichte der Provinz Sachsen und des Freistaates Anhalt 28 (1932), S. 64–85.
- Die Anfänge des Salzwedeler Wochenblattes in den Akten der Staatsbehörden (1830/33). In: Festschrift 100 Jahre Salzwedeler Wochenblatt 1832–1932, Salzwedel 1932, S. 117–119.
- Das Bistum Havelberg (= Germania sacra. I. Abteilung: Die Bistümer der Kirchenprovinz Magdeburg. 2. Band). Berlin und Leipzig 1933 (Digitalisat).
- Die verlorenen Urkunden des Augustinerchorherrenstifts zum Heiligen Geist vor Salzwedel. In: Zeitschrift des Vereins für Kirchengeschichte der Provinz Sachsen und des Freistaates Anhalt 29 (1933), S. 59–78.
- Das alte Recht der Stadt Salzwedel. Ein Versuch. In: Salzwedel, die alte Markgrafen- und Hansestadt in der Altmark 1233-1933. Beiträge zur 700jährigen Stadtgeschichte, hrsg. von Franz Hartleb, Salzwedel 1933, S. 63–74.
- Staatsarchiv und Familienforschung. Eine zeitgemäße Betrachtung. In: Sachsen und Anhalt 10 (1934), S. 1–29.
- Adolf II. von Schauenburg. In: Westfälische Lebensbilder, Band 5, Münster / Westfalen 1935, S. 29–47.
- Der Mitgliederbestand des Magdeburger Domkapitels im Mittelalter. In: Magdeburger Geschichtsblätter 70/71 (1936), S. 170–194.
- Die Kirche in der Altmark, Prignitz und Havelland in voraskanischer Zeit. In: Brandenburgische Jahrbücher Heft 4 (1936), S. 41–48, mit Karte.
- Luther in Zerbst In: Geschichte des Elbe-Saale-Raumes. Festschrift für Walter Möllenberg, Burg 1939, S. 198–210.
- Karl Koppmann zum 100. Geburtstag. In: Hansische Geschichtsblätter 64 (1940), S. 88–110.
- mit Fritz Bünger (Bearb.): Das Bistum Brandenburg. Teil 2 (= Germania sacra. I. Abteilung: Die Bistümer der Kirchenprovinz Magdeburg. 3. Band). Berlin und Leipzig 1941. (Digitalisat, PDF).
- Hanserezesse. 4. Abteilung. Band 1: 1531–1535 Juni, Weimar 1941.
- Die Germania sacra des Kaiser-Wilhelm-Instituts für Deutsche Geschichte. In: Blätter für deutsche Landesgeschichte 86 (1941), S. 92–106.
- mit Berent Schwineköper: Das Domstift St. Moritz in Magdeburg. und Die Kollegiatstifter St. Sebastian, St. Nicolai, St. Peter und St. Paul und St. Gandolf in Magdeburg (= Germania Sacra. Die Bistümer der Kirchenprovinz Sachsen. Teil 1 und 2) Berlin 1972, ISBN 3-11-001811-X. (pdf).